# Wild Metal Country
Wild Metal Country es un videojuego de acción desarrollado por DMA Design. El juego fue publicado por Gremlin Interactive y lanzado para Microsoft Windows en mayo de 1999. Un port de Dreamcast, conocido como Wild Metal, fue lanzado en febrero de 2000 por Rockstar Games, que más tarde también relanzó la versión para Windows.

## Jugabilidad
Wild Metal Country es un juego de acción diseñado para un jugador o multijugador, donde el jugador puede elegir diferentes tipos de tanques y luchar con otros tanques en diferentes planetas.

## Trama
El juego se desarrolla en tres planetas de un sistema Theric donde las máquinas se han salido de control. Expulsaron a la población humana y se apoderaron de los planetas. Los humanos finalmente han recuperado las fuerzas para recuperar sus planetas. En un jugador, la misión es destruir al enemigo y, lo que es más importante, recuperar los núcleos de energía robados. En el modo multijugador, se han recuperado todos los núcleos de poder de uno de los otros planetas. El equipo de cazarrecompensas que los recuperó ahora está luchando entre ellos por el botín y el crédito.

## Lanzamiento
Wild Metal Country fue lanzado para Microsoft Windows por Gremlin Interactive en Europa el 15 de mayo de 1999. En cooperación con Matrox, los lanzamientos posteriores del juego agregaron bump maping para mejorar la fidelidad gráfica del juego. Rockstar Games lanzó un port de Dreamcast, bajo el nombre Wild Metal, en Norteamérica el 1 de febrero de 2000 y en el Reino Unido el 25 de febrero de 2000. En enero de 2004, la versión para Windows del juego, mejorada con compatibilidad para hardware moderno, fue relanzada como parte de la serie de juegos freeware "Rockstar Classics" de Rockstar Games, que ya había incluido Grand Theft Auto de 1997 y estaba disponible en el sitio web de la empresa. Junto con el catálogo completo de juegos para Windows de Rockstar Games, Wild Metal Country también se lanzó en la plataforma distribución digital Steam en enero de 2008.

## Recepción
Wild Metal Country y Wild Metal recibieron críticas mixtas. Escribiendo para el sitio web GameSpot, Ben Stahl concluyó su reseña de la versión Dreamcast, diciendo que el juego tenía potencial, pero lo sentía aburrido y frustrante. Greg Orlando de NextGen revisó la misma versión de consola, dándole tres estrellas de cinco, y tuvo un comentario positivo sobre su jugabilidad.

## Otras lecturas
- Rossignol, Jim (11 de febrero de 2008). «Retro: Wild Metal Country». Rock Paper Shotgun. Gamer Network. Archivado desde el original el 24 de marzo de 2019. Consultado el 4 de julio de 2023.
- Stone, Tim (31 de julio de 2011). «Retrospectiva: Wild Metal Country». Eurogamer. Gamer Network. Archivado desde el original el 16 de abril de 2019. Consultado el 4 de julio de 2023.
- Stone, Tim (28 de septiembre de 2016). «¿Has jugado... al Wild Metal Country?». Rock Paper Shotgun. Gamer Network. Archivado desde el original el 8 de mayo de 2019. Consultado el 4 de julio de 2023.